# Miecze grunwaldzkie

Hipotetyczny wygląd mieczy grunwaldzkich

Miecze grunwaldzkie – dwa miecze przekazane królowi polskiemu Władysławowi II Jagielle i wielkiemu księciu litewskiemu Witoldowi przez heroldów wielkiego mistrza zakonu krzyżackiego Ulricha von Jungingena. 
Wręczenie nagich mieczy (bez pochew) było symbolicznym pretekstem do rozpoczęcia bitwy pod Grunwaldem (1410).

## Historia

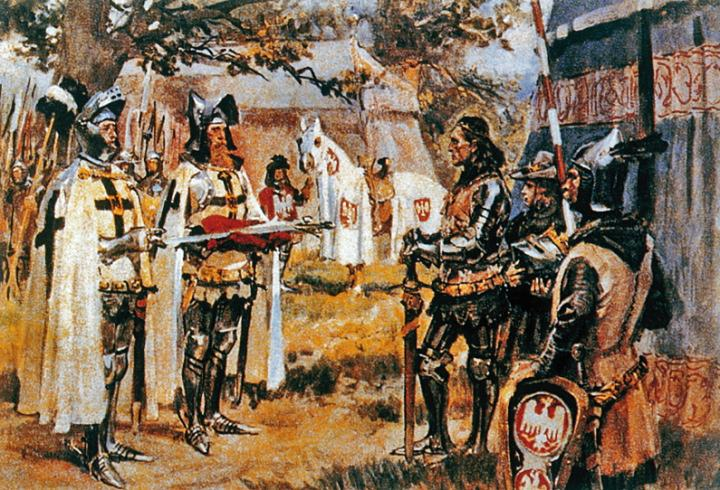
Wręczenie mieczy grunwaldzkich na obrazie Wojciecha Kossaka

Według tradycji miecze miał przywieźć na pole bitwy grunwaldzkiej komtur tucholski, Heinrich von Schwelborn.
Miecze grunwaldzkie stanowiące symbol zwycięstwa króla polskiego nad zakonem krzyżackim znalazły się po bitwie w Skarbcu Koronnym na Wawelu w Krakowie. Od końca XV wieku królowie polscy zaczęli traktować je jako insygnia władzy. Podniesiono ich znaczenie do rangi mieczy państwowych Korony i Litwy. Podczas koronacji królewskich były niesione przed królem jako symbol Rzeczypospolitej Obojga Narodów.
Miecze grunwaldzkie były prostymi średniowiecznymi mieczami bojowymi i nie wyróżniały się niczym szczególnym. Dopiero w okresie Rzeczypospolitej ich rękojeści i okucia pozłocono. Na mieczach umieszczono również plakietki z herbami Królestwa Polskiego i Wielkiego Księstwa Litewskiego.
W 1795 r. żołnierze pruscy rabujący Skarbiec Koronny, nie mając świadomości ich znaczenia, nie ukradli ich. Wykorzystał to Tadeusz Czacki, któremu udało się wywieźć potajemnie odnalezione miecze i przekazać do kolekcji Czartoryskich w Puławach. Po upadku powstania listopadowego i likwidacji muzeum Izabeli Czartoryskiej właścicielem mieczy grunwaldzkich został proboszcz parafii we Włostowicach. Ukrywał je na miejscowej plebanii do 1853 r., gdy przypadkowo znalazł je patrol żandarmerii carskiej i zarekwirował jako nielegalną broń. Wywiezione do Zamościa tam zaginęły. Nie są znane ich dalsze losy.

## Miecze Augusta III
W 1733 roku miecze grunwaldzkie wraz ze Skarbcem Koronnym zostały ukryte na Jasnej Górze. W 1734 roku podczas koronacji królewskiej Augusta III Sasa i Marii Józefy Habsburżanki zastąpiono je parą innych mieczy, które na tę okoliczność przygotowano w Dreźnie. Do śmierci króla Augusta III były one przechowywane na Zamku Królewskim w Warszawie i wykorzystywane podczas ceremonii dworskich. W 1736 roku posłużono się nimi podczas egzekwii Augusta II w kościele Przemienienia Pańskiego w Warszawie. Po 1763 roku zostały wywiezione wraz z innymi prywatnymi insygniami królewskimi do Saksonii.  
Dwa miecze państwowe Augusta III Wettina są obecnie przechowywane w Rüstkammer w Dreźnie.

## Symbolika

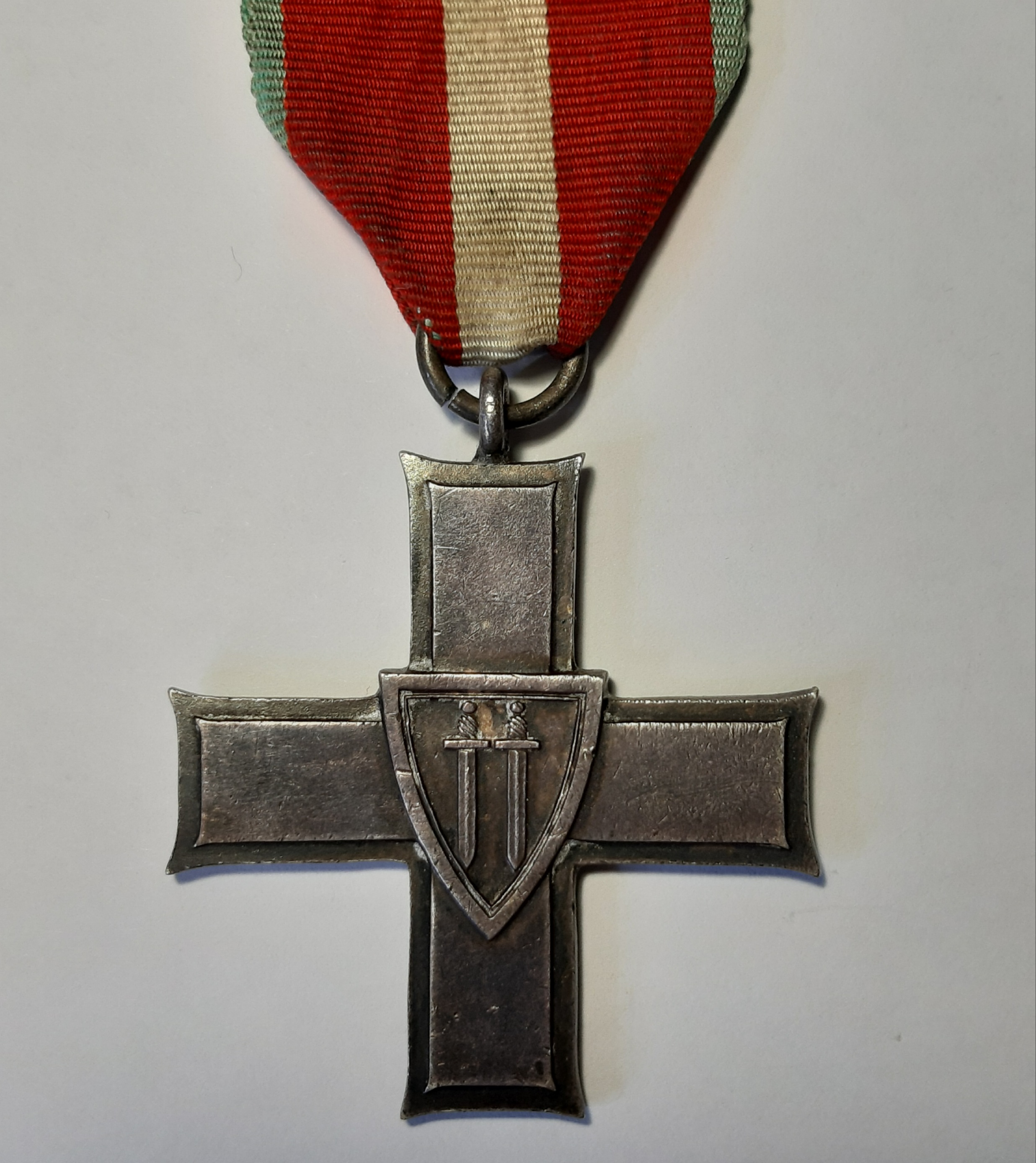
Motyw mieczy grunwaldzkich na Orderze Krzyża Grunwaldu

- W czasie II wojny światowej do mieczy grunwaldzkich jako symbolu walki z teutonizmem nawiązali polscy komuniści z Gwardii Ludowej. W 1943 roku staraniem Szefa Sztabu GL, Franciszka Jóźwiaka został ustanowiony znak zaszczytny Krzyż Grunwaldu, który w okresie PRL jako Order Krzyża Grunwaldu był nadawany za czyny bohaterskie w walce zbrojnej z niemieckim okupantem o wolność i niepodległość Polski. Wizerunek orderu (z mieczami grunwaldzkimi) widniał także na awersie Medalu „Za udział w walkach o Berlin”.
- Miecze grunwaldzkie widniały na Odznace Grunwaldzkiej i Odznace Braterstwa Broni.
- W latach 1946–1955 Proporzec Marynarki Wojennej PRL zawierał w swej symbolice miecze grunwaldzkie[2].
- Miecze grunwaldzkie widnieją na awersie (jako jeden z elementów) litewskiego Medalu Pamiątkowego Narodowego Systemu Obrony Republiki Litewskiej za Wstąpienie Litwy do NATO[3].
- Miecze grunwaldzkie widnieją w herbie gminy Grunwald.
- Miecze grunwaldzkie są elementem logo Rady Ochrony Pamięci Walk i Męczeństwa.